# كروكس (شركة)
هذه المقالة عن شركة ولتصفح مواضيع أخرى في صفحة التوضيح

كروكس هي شركة أمريكية تعمل في صناعة الأحذية المرنة والتي تأخذ شكل القبقاب، ولقد تم تأسيس الشركة في عام 2002 م على يد كل من سكوت سيمانس وليندون هانسن وجورج بويدكر.

## التاريخ
أسس كروكس ليندون «ديوك» هانسون وجورج بوديكر جونيور لإنتاج وتوزيع قبقاب رغوي، تم الحصول على تصميمه من شركة تسمى فوم كرياشنز. تم تطوير الحذاء في الأصل كحذاء قارب. تم الكشف عن النموذج الأول الذي أنتجته كروكس الشاطئ في عام 2001 في معرض فورت لودرديل للقوارب في فلوريدا، وبيع 200 زوج تم إنتاجها في ذلك الوقت. وقد باعت منذ ذلك الحين 300 مليون زوج من الأحذية.

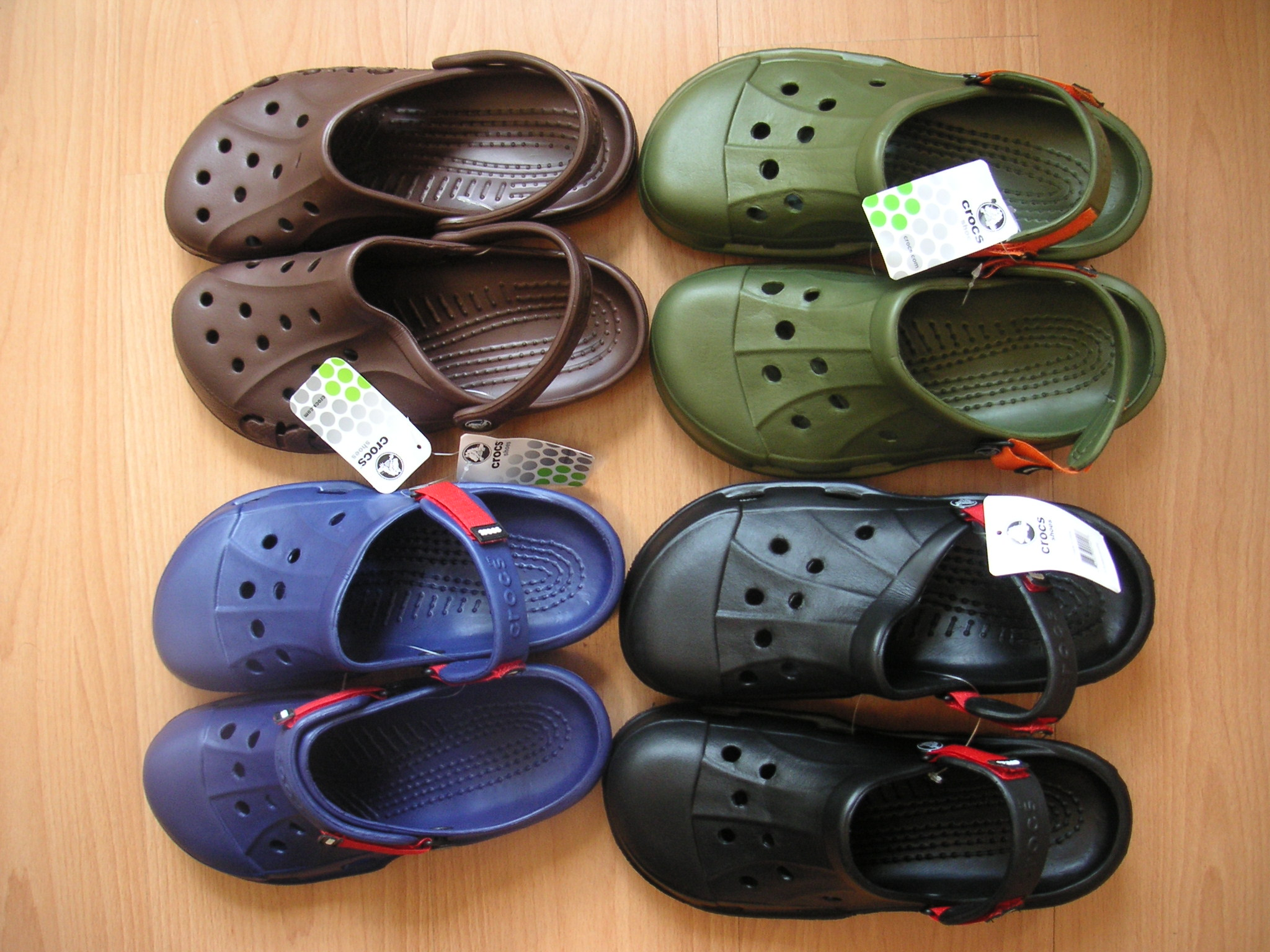
منتجات كروكس.

## التصنيع وبراءات الاختراع
في يونيو 2004 م أنتجتِ الشركةُ منتجَ راتنج رغوياً باسم كروسلايت له القدرة على التشكل مع شكل قدم الشخص مما يحقق له فوائدَ طبيةً

ولقد حصلت الشركة على عدة براءات اختراعات بأرقام 6993858، D517788 ،D51778 ،D517790

## تقليد المنتج

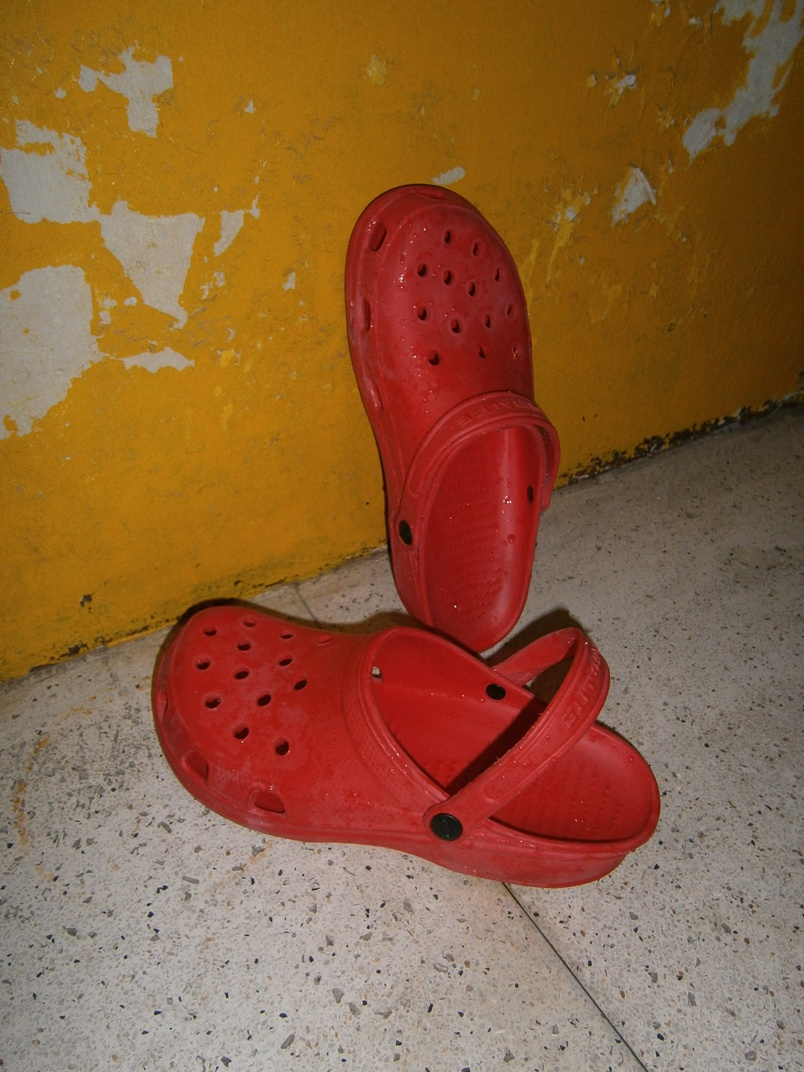
صورة منتج مقلد في الفلبين.

في عام 2011 م أعلنت شركة كروكس عن مقاضاتها لإحدىٰ عشرةَ شركة تصنع وتستورد وتوزع منتجاً اسمه «كروك - اوف» والذي ينتهك حقوق ملكيتها لبراءة اختراع المنتج الخاص بها 

والمنتجات المقلدة تم ضبطها عام 2007 م في كل من الفلبين والدنمارك وجنوب أفريقيا

## المنتجات
تصنع كروكس في مجموعة متنوعة من الأساليب والألوان. الأنماط الكلاسيكية متوفرة بأكثر من 20 لونًا، يتم إنتاج معظم الأنماط الأخرى في لوحة من أربعة إلى ستة ألوان أو تركيبات ثنائية اللون. وبالتالي هناك أنماط مختلفة لكل موسم.
تبيع كروكس أيضًا إكسسوارات أزياء أخرى. جيبيتز عبارة عن زخارف يمكن قصها في فتحات التهوية في الحذاء. وتشمل هذه التصاميم التي تستهدف الأطفال بشكل أساسي والتي تتميز بشخصيات ديزني. أصدرت الشركة أيضًا مجموعة من المحافظ بألوان متنوعة.
«مجموعة الزغب» مع بطانات صوفية قابلة للإزالة تمد نطاق العلامة التجارية إلى ملابس الشتاء.
في عام 2008 دخلت الشركة سوق أحذية الجولف، واستحوذت على شركة تصنيع أحذية الجولف بايت فوت وير. تم تقديم زوج من أحذية الجولف على غرار التمساح آيس.
في عام 2020 استجابةً لوباء فيروس كورونا أطلقت الشركة «زوج مجاني للرعاية الصحية» تقدم للعاملين في مجال الرعاية الصحية زوجًا مجانيًا من الأحذية المريحة. بالإضافة إلى ذلك أرسلت كروكس 100000 زوج من الأحذية إلى المستشفيات لتوزيعها على الموظفين.

## الممتلكات
في أكتوبر 2006 اشترت شركة كروكس أنك شركة جيبيتز وهي شركة مصنعة للإكسسوارات التي تدخل في الثقوب في أحذية كروكس مقابل 10 ملايين دولار، أو 20 مليون دولار إذا حققت جيبيتز أهداف الأرباح.
في يناير 2007 استحوذت كروكس على أصول أوشن مايندد مقابل 1.75 مليون دولار نقدًا، بالإضافة إلى 3.75 مليون دولار على أساس الأداء. تصنع شركة أوشن مايندد الأحذية المصنوعة من الجلد وأسيتات إيثيلين-فاينيل.
في يوليو 2007 وافقت كروكس على شراء بايت فوت ويير لصناعة الأحذية والصنادل ومقرها ريدموند، واشنطن مقابل 1.75 مليون دولار أو ما يصل إلى ضعف ذلك على أساس نتائج الأرباح.
في أبريل 2008 استحوذت كروكس على تايدال ترياد موزع الشركة الثالث في جنوب إفريقيا مقابل 4.6 مليون دولار. سجلت الشركة 1.4 مليون دولار في علاقات العملاء في تاريخ الاستحواذ. أعادت شركة كروكس شراء مخزون تم بيعه سابقًا لشركة تايدال ترياد، وبالتالي أدركت انخفاضًا في الإيرادات بنحو 2.1 مليون دولار.
وفي أبريل أيضًا استحوذت الشركة على شركة إنترناشونال تايجر بي في ("Tagger") وهي شركة خاصة ذات مسؤولية محدودة تأسست بموجب القانون الهولندي وتقوم بتصنيع حقائب رسول. كانت شركة تايجر مملوكة جزئيًا للمدير الإداري لشركة كروكس أوروبا بي في. وقد استحوذت الشركة على جميع أصول تايجرمقابل مليوني دولار، 90 ألف دولار للمخزون و 1.9 مليون دولار للعلامة التجارية تايجر. في وقت لاحق من شهر يونيو قامت شركة كروكس بتصفية شركة فيوري بعد عامين من استحواذها، بعد أن باءت محاولات بيعها بالفشل. نتيجة لذلك شطبت كروكس مبلغ 250.000 دولار أمريكي فيما يتعلق بعلاقات العملاء المتبقية والأصول غير الملموسة والعلامات التجارية على مدار ثلاثة أشهر.

## الصحة والسلامة

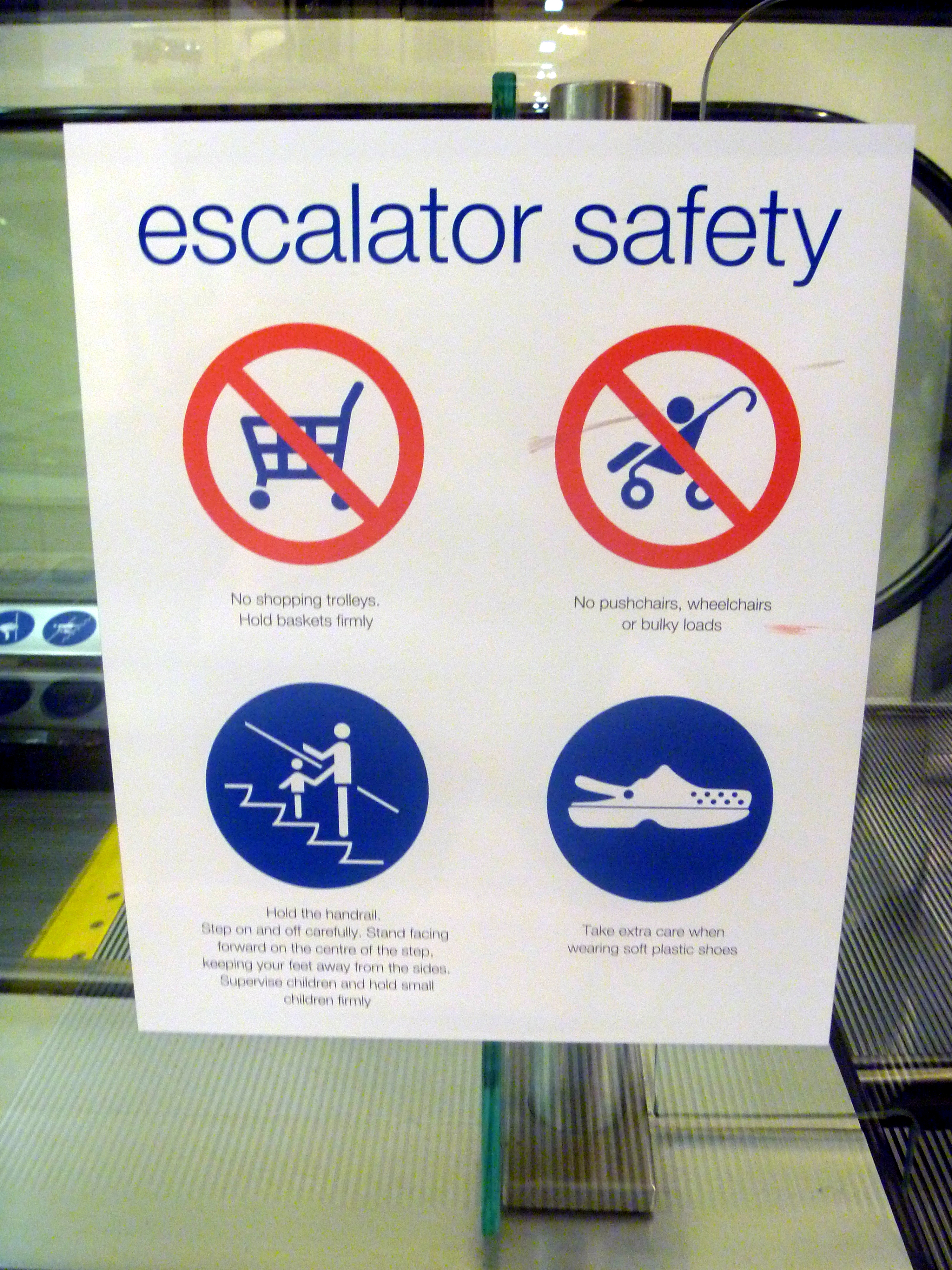
التحذير عند استخدام السلالم الكهربائية

بعض منتجات كروكس تم التوصية باستخدامها من قبل شركة معايير بيئة العمل الأمريكية وتم اعتمادها من جمعية العناية  بالقدم الأمريكية (APMA)

في عام 2008 م اعتمدت إدارة المراكز الرعاية الطبية الأمريكية (CMS) أحد منتجات كروكس كحذاء مناسب لمرضى السكري لتقليل الجروح الخاصة بالقدم السكري

## طالع أيضًا
- حذاء السكري

## وصلات خارجية
- موقع الشركة
- المنتجات الطبية لكروكس